# Knell
Knell — украинская блэк-метал-группа из Киева.

## История
Группа была образована в начале 1997 года Денисом Вербой и Николаем Баниным. Изначально группа называлась Black Harmony, их музыка веяла мрачностью, сыростью, древностью украинских земель. Первым релизом группы стал демоальбом 1997 года, выпущенный лейблом Moon Records. Он включил в себя два мини-альбома «Кенотафий» и «Открыть врата».
В 1998 году группа меняет своё название на Knell , однако в 1999 году альбом Star Blizzard выпускается ими под старым именем. В том же 1999-м под своим новым именем группа выпускает демо Клич безоднi на лейбле Moon Records. За ним следует полноформатный Палаючі Обрії на том же лейбле.
В 2001 году из-за травмы руки группу покидает Николай Банин , однако в 2003 году Денис Верба начинает в одиночку работу над материалом для нового альбома с рабочим названием Tales Of Woe. В ноябре 2006 года эта работа выходит на лейбле Griffin Music под названием Серед вічних холодів (Among Eternal Chills). В звучании альбома чувствуется влияние альбома At the heart of winter норвежских Immortal. С одной песней с этого альбома группа также засветилась на сборнике украинских блэк-метал-групп Carpathian Might Comp. Vol. I.

## Участники группы

### Действующие участники
- Денис Верба — вокал, гитара, бас, программирование ударных, тексты песен

### Бывшие участники
- Николай Банин — клавишные

## Дискография

### Black Harmony
| Год  | Дата выхода | Название                | Тип  | Лейбл        |
| ---- | ----------- | ----------------------- | ---- | ------------ |
| 1997 |             | Кенотафий/Открыть Врата | демо | Moon Records |
| 1999 |             | Star Blizzard           |      |              |

### Knell
| Год  | Дата выхода | Название                                    | Тип            | Лейбл                            |
| ---- | ----------- | ------------------------------------------- | -------------- | -------------------------------- |
| 1999 |             | Клич безоднi (Call Of Abyss)                | демо           | Moon Records, Shadow Productions |
| 1999 |             | Палаючі Обрії (Burning Horizons)            | полноформатный | Moon Records, Gold Griffin       |
| 2006 | 11 ноября   | Серед Вічних Холодів (Among Eternal Chills) | полноформатный | Griffin Music                    |

### Рецензии
- Metalcrypt на альбом Among Eternal Chills
- Lordsofmetal на альбом Among Eternal Chills